# Piso 10 (Cámbrico)
| Era Eratema | Periodo Sistema | Época Serie                  | Edad Piso                    | Inicio, en millones de años |
| ----------- | --------------- | ---------------------------- | ---------------------------- | --------------------------- |
| Paleozoico  | Pérmico         | Pérmico                      | Pérmico                      | 298,9±0,15                  |
| Paleozoico  | Carbonífero     | Carbonífero                  | Carbonífero                  | 358,86±0,19                 |
| Paleozoico  | Devónico        | Devónico                     | Devónico                     | 419,62±1,36                 |
| Paleozoico  | Silúrico        | Silúrico                     | Silúrico                     | 443,1±0,9                   |
| Paleozoico  | Ordovícico      | Ordovícico                   | Ordovícico                   | 486,8 ±1,5                  |
| Paleozoico  | Cámbrico        | Furongiense Furongiano       | Piso/Edad 10                 | 491,0                       |
| Paleozoico  | Cámbrico        | Furongiense Furongiano       | Jiangshaniense Jiangshaniano | 494,2                       |
| Paleozoico  | Cámbrico        | Furongiense Furongiano       | Paibiense Paibiano           | ~497                        |
| Paleozoico  | Cámbrico        | Miaolingiense Miaolingiano   | Guzhangiense Guzhangiano     | ~500,5                      |
| Paleozoico  | Cámbrico        | Miaolingiense Miaolingiano   | Drumiense Drumiano           | ~504,5                      |
| Paleozoico  | Cámbrico        | Miaolingiense Miaolingiano   | Wuliuense Wuliuano           | ~506,5                      |
| Paleozoico  | Cámbrico        | Serie/Época 2                | Piso/Edad 4                  | 514,5                       |
| Paleozoico  | Cámbrico        | Serie/Época 2                | Piso/Edad 3                  | ~521                        |
| Paleozoico  | Cámbrico        | Terreneuviense Terreneuviano | Piso/Edad 2                  | ~529                        |
| Paleozoico  | Cámbrico        | Terreneuviense Terreneuviano | Fortuniense Fortuniano       | 538,8±0,6                   |

El Piso 10 del Cámbrico es el tercer y último piso del Furongiense (cuarta y última serie del Cámbrico) en la escala temporal geológica. Se denomina Edad 10 del Cámbrico a la edad correspondiente. Sucede al Jiangshaniense y precede al Tremadociense (primer piso del Ordovícico). Se inició hace unos 491,0 millones de años y terminó hace unos 486,8 millones de años.
El piso y edad no tienen aún nombre formal, está pendiente de definir por la Comisión Internacional de Estratigrafía. Sin embargo, ya existen varios nombres locales. Varios autores apoyan el nombre de Lawsoniense debido a la cueva Lawson en las Montañas Wah Wah (Utah, Estados Unidos).

## Sección estratotipo y punto de límite global (GSSP)
La sección estratotipo y punto de límite global (GSSP) para la base del Piso 10 del Cámbrico está pendiente de definir por la Comisión Internacional de Estratigrafía. Provisionalmente se caracteriza por la primera aparición del trilobites Lotagnostus americanus.
Los candidatos probables para la sección están todavía discutiéndose. Una primera propuesta es una sección cerca de Duibian, en la provincia china de Zhejiang. Las publicaciones más recientes están a favor de Steamboat Pass en la House Range de Utah. Si se utilizara un conodonto para establecer la base del piso entonces muchas más secciones serían candidatas probables para el GSSP, por ejemplo, en Australia, Kazajistán y Canadá.
Los candidatos para marcador bioestratigráfico son la primera aparición del trilobites Lotagnostus americanus, que parece ser problemático, y la primera aparición del conodonto Cordylodus andresi.
La primera aparición del conodonto Eoconodontus notchpeakensis se ve apoyada por muchos autores, porque está generalizada a nivel mundial y es independiente de facies (sus fósiles son conocidos en sedimentos tanto de ambientes de plataforma continental como de entornos peritidales). Podría incorporar además un marcador no bioestratigráfico para correlacionar el comienzo del Piso 10 a nivel mundial: en la parte inferior del rango de aparición de Eoconodontus notchpeakensis se detecta un pico de un isótopo del carbono, el evento HERB.
El techo del Piso 10 del Cámbrico se define por el GSSP de la base del Tremadociense (primer piso del Ordovícico), que se caracteriza por la primera aparición del conodonto Iapetognathus fluctivagus.